# Marty (film)
Marty is een romantische film uit 1955 geregisseerd door Delbert Mann. De hoofdrollen werden gespeeld door Ernest Borgnine en Betsy Blair.
De film is gebaseerd op de gelijknamige televisiefilm van Paddy Chayefsky uitgezonden op 24 mei 1953. De film werd genomineerd voor acht Oscars en won er uiteindelijk vier, waaronder de Oscar voor Beste Film.

## Verhaal
Marty Piletti, een Amerikaan van Italiaanse afkomst, woont en werkt in The Bronx in New York. Hij is slager en woont op zijn vierendertigste nog altijd thuis bij zijn moeder. De zwaar gebouwde en weinig aantrekkelijke Marty heeft het idee om ooit te trouwen allang opgegeven. Zijn familie blijft maar vragen naar een bruiloft en zijn moeder weet hem uiteindelijk zo ver te krijgen dat hij weer uitgaat. Samen met zijn vriend Angie gaat Marty naar de Stardust Ballroom om te dansen. Maar zoals gewoonlijk negeren de meisjes Marty en Angie en staan ze aan de kant. Dan komt Marty in contact met Clara, een gewoon, verlegen meisje. Ze is geen schoonheid en daarom in de steek gelaten door haar 'blind date'. Marty en Clara raken in gesprek en vinden elkaar aardig. Aan het einde van de avond gaan ze ieder hun weg nadat Marty heeft beloofd dat hij de volgende morgen zal bellen. De moeder van Marty is weinig ingenomen met haar "aanstaande schoondochter" en probeert haar belachelijk te maken. De vrienden van Marty vinden Clara maar een sloom meisje met een lelijk uiterlijk. Marty wordt volkomen overrompeld en belt Clara niet. Maar naarmate de dag vordert, realiseert Marty zich dat hij zijn grote kans op ware liefde laat ontsnappen en belt hij Clara alsnog.

## Achtergrond

### Scenario
In 1953 schreef Paddy Chayefsky een dramaspel voor de televisie onder de titel Marty. Met Rod Steiger in de titelrol werd het stuk uitgezonden op 24 mei 1953 in de reeks The Goodyear Television Playhouse. Nancy Marchand speelde de rol van Clara. Esther Minciotti, Augusta Ciolli en Joe Mantell vertolkten de andere rollen. In 1954 ontstond het idee om het stuk om te werken tot een speelfilm. Chayefsky herschreef zijn stuk, waarbij hij vooral de rol van Clara uitbreidde. Om het stuk verder op speelfilmlengte te krijgen werden ook subplots ingelast over Marty's werk en zijn moeder en zus.

### Acteurs
Een deel van de acteurs van de televisieversie werd gevraagd om hun rollen te herhalen in de speelfilm. Alleen de hoofdrolspelers werden vervangen. Rod Steiger zou later verklaren dat hij geen zin had om in de film te spelen aangezien hij daarvoor een langdurig contract zou moeten afsluiten met de productiemaatschappij Hecht-Lancaster Productions van Harold Hecht en Burt Lancaster. De producenten waren echter naar eigen zeggen op zoek naar een nieuw gezicht. Op suggestie van Robert Aldrich liet men Ernest Borgnine auditie doen. De acteur was tot dan toe voornamelijk bekend als vertolker van schurken en zwaargewichten. In 1953 was Borgnine doorgebroken met zijn rol van de sadistische sergeant Fatso Judson in From Here to Eternity. Hij speelde echter ook karakterrollen in diverse toneel- en televisiestukken. De producenten waren onder de indruk en gaven Borgnine de hoofdrol.

### Productie
De film werd gemaakt voor een budget van 343.000 dollar. De hele reclamecampagne voor de Oscars was al duurder (400.000 dollar). De hele film leverde in de VS al 3 miljoen dollar op.

### Citaat
De zin: "I don't know. What do you want to do tonight, Marty?" ("Ik weet het niet. Wat wil jij vanavond eigenlijk doen, Marty?") werd in de jaren vijftig een veel gebruikte zin in het uitgaansleven.

## Prijzen en nominaties
- 1956 Oscars
  - Gewonnen: Beste regie (Delbert Mann)
  - Gewonnen: Beste mannelijke hoofdrol (Ernest Borgnine)
  - Gewonnen: Beste film
  - Gewonnen: Beste scenario (Paddy Chayefsky)
  - Genomineerd: Beste mannelijke bijrol (Joe Mantell)
  - Genomineerd: Beste vrouwelijke hoofdrol (Betsy Blair)
  - Genomineerd: Beste camerawerk – zwart-wit (Joseph LaShelle)
  - Genomineerd: Best artdirection – zwart-wit (Ted Haworth, Walter M. Simonds en Robert Priestley)
- 1956 Golden Globes
  - Gewonnen: Beste acteur in een dramafilm (Ernest Borgnine)
- 1956 BAFTA's
  - Gewonnen: Beste buitenlandse acteur (Ernest Borgnine)
  - Gewonnen: Beste buitenlandse actrice (Betsy Blair)
  - Genomineerd: Beste film
- 1956 Filmfestival van Cannes
  - Gewonnen: Gouden Palm (Delbert Mann)
  - Gewonnen: OCIC Award (Delbert Mann)
- 1994 National Film Registry
  - Plek gekregen in het National Film Registry